# Ě
Ě, Ěě (cz. E s háčkem) – litera używana w alfabetach języka czeskiego i języków łużyckich, a także w niektórych transkrypcjach. W transliteracji slawistycznej oznacza się tą literą głoskę jać.

## W języku czeskim
Litera Ě wpływa na wymowę poprzedzającej ją spółgłoski i w zależności od niej wymawia się inaczej:
- dě, tě, ně wymawia się jako [ɟɛ, cɛ, ɲɛ] i pisze się zamiast ďe, ťe, ňe, które nie występują w języku czeskim.
- bě, pě, vě, fě pisze się zamiast bje, pje, vje, fje, chyba że na styku morfemów lub w zapożyczeniach[2].